# Astropecten jonstoni
Astropecten jonstoni (Delle Chiaje, 1825) è una stella marina della famiglia Astropectinidae.

## Habitat e distribuzione
Endemica del Mar Mediterraneo, vive su tutti i fondali mobili (sabbiosi, fangosi o ghiaiosi) ma predilige i fondali sabbiosi da 1 a 12 m circa di profondità.

## Descrizione

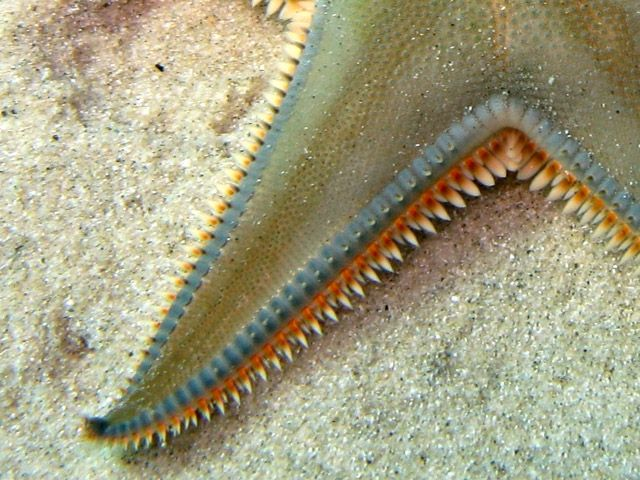
Dettaglio delle placche marginali dorsali

Questa stella ha le placche marginali dorsali con un aculeo molto corto o assente (di norma le placche fra le braccia sono prive di aculei). Le placche marginali ventrali hanno un aculeo esterno abbastanza corto e piatto. Gli aculei delle placche marginali ventrali sono disposti con molta regolarità, tenuti di norma paralleli fra loro e piuttosto rigidi. Essi hanno la base di colore arancione scuro e la punta bianco-giallastro andando a disegnare una sorta di contorno arancione alla base della stella. La forma complessiva è molto peculiare con un disco più grande rispetto alle altre specie e braccia piuttosto corte, triangolari e molto appuntite che ne accentuano la classica forma di stella. Il colore del lato aborale è in genere abbastanza chiaro con sfumature varie che possono essere tendenti al beige, al verdastro-turchese o al grigio-bruno.
È una stella che ha caratteristiche molto costanti e si può distinguere facilmente anche solo dalla sua forma complessiva.

## Comportamento
Le stelle del genere Astropecten di norma sono attive prevalentemente di notte e nelle tarde ore pomeridiane mentre durante il giorno vivono infossate nel sedimento. Questa specie, invece, è attiva prevalentemente nelle ore diurne e la si può incontrare nei bassi fondali anche in pieno giorno.

## Specie affini
Nel Mediterraneo vivono altre cinque specie di Astropecten: Astropecten aranciacus, Astropecten irregularis, Astropecten bispinosus, Astropecten spinulosus, Astropecten platyacanthus.

## Collegamenti esterni

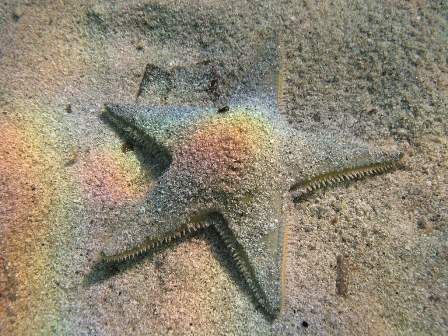
Esemplare parzialmente insabbiato